# Pedro Gross
Pedro Gross o Pedro Gros (Madrid, 26 de enero de 1904, Medellín, 31 de enero de 1998) fue un pintor y escultor español del simbolismo impresionista contemporáneo. Fue también joyero, actor, empresario, creó la primera marca de muñecos en España (Conocido como El Mago Gros en las décadas de los años 30, 40 y 50) fue profesor de bellas artes, juguetería y artesanía en las Américas.

## Biografía

### Primeros años
No conoció a su padre y perdió a su madre, Adela Gros (Modista y Joyera) que murió por un prolongado cáncer de pecho cuando él tenía 10 años, dejándolo huérfano en medio de una profunda pobreza, a cargo de sus hermanos menores Antonio Gros y su hermana. 
En 1924 a cambio de su hermano Antonio, se enlista al ejército para ir al frente en la guerra del Rif en Tetuán en el protectorado español de Marruecos. Allí fue testigo de las atrocidades cometidas durante el conflicto. Allí haría retratos al lápiz a los quintos, a los altos mandos y ganó el concurso de dibujante de la campaña del Rif.
De regreso a la península trabaja para el periódico ABC y hace gran amistad con Antonio Mingote, la familia Luca de Tena y se introduce en el círculo de artistas del café Varela.
En 1928 se casó con Josefina Agramunt y tuvieron su primer hijo, bebé que murió trágicamente en un accidente doméstico, acontecimiento que lo marcaría para siempre. En 1930 hace la primera exposición de retratos en el salón Heraldo de Madrid, con el escultor Fernando Boada, en el que destaca la facilidad, fuerza y expresividad en el retrato. Actividad que alterna creando su taller de muñecos, primera marca de muñecos de España: Gros, inicialmente de personajes de cuentos de Bartolozzi y Mingote.
Con Josefina Agramunt nace su segunda hija Delia (Dalilah) que fue una niña prodigio de la danza española, que se convirtió a la danza árabe y fue la más importante artista del género en los años 60 y 70.
Al estallar la guerra civil en España, el estudio y la fábrica del artista fueron incendiados ante la negativa a los bandos republicano y nacionalista, de fabricar miles de muñecos satíricos y propagandísticos para niños.

### Premios en España

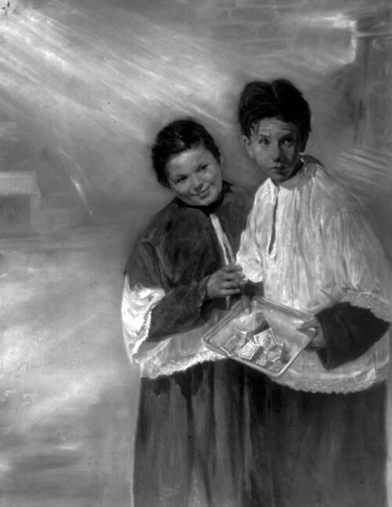
Los Monaguillos, 1948 Alegoría

Entre los años 40 y 50 en España, fue una de las personalidades de la vida artística y bohemia de Madrid. Ganador de medallas de honor de los salones de otoño en años consecutivos de 1947 a 1950 con las obras: La Maja del Capote, Doña Blanca de los Ríos, Los Monaguillos y Sendas Obstinadas.

### La generación del Varela
Pedro Gross formó parte del grupo llamado la generación del Varela, un grupo de intelectuales de todos los rincones de España y de todas las artes, que tuvieron punto de encuentro en el Café Varela de Calle Preciados de Madrid, alrededor de las tertulias artísticas, especialmente de poesía y allí desde muy joven, allí se educó y formó una visión independiente, ecléctica y humanista, en el que se fraguó la idea de su obra más significativa, la trilogía pictórica del Infierno del mundo.

### La trilogía
Formada por tres lienzos de gran formato, el primero El árbol de los poetas (1957), es un lienzo al óleo de formato cinemascope que se encuentra en el Museo de Historia de Madrid. Es una apología al amor y al reencuentro, a pesar de los horrores de la guerra civil española. La alegoría muestra al amor como fuerza creadora, regeneradora universal, representa la esperanza de paz, de igualdad social, de género y fue la despedida de España en 1957, plasmando a 79 intelectuales,  mujeres y hombres de la época, entre las que están las poetas de la tertulia versos con faldas del café Varela de la calle de preciados, a las que les rinde tributo. Con esta primera obra, concibe la idea de viajar por las Américas, peregrinando con su segunda obra y pieza central de la trilogía: 
El infierno del mundo (1958 Beirut-1991 Medellín) es uno de los mayores formatos espacio-temporales de la historia del arte pictórico, un colosal mural nómada que durante 33 años estuvo pintando y exponiendo en continuo, viajando por los Estados Unidos, Centroamérica y Suramérica. Es una singular pieza del simbolismo contemporáneo en la que representa el odio como lacra humana, narrando sus horrores y miserias en la historia de la humanidad, creando de forma críptica una retrospectiva y prospectiva de sus personajes y acontecimientos mundiales, a través de un colosal pulpo que simboliza los 8 pecados capitales (Según Gross, el octavo pecado es la estupidez). En el cuadro defiende la necesidad de cambio frente a los males que cada vez más acecharán al planeta: la devastación y el cambio climático, la niñez desamparada y explotada, la intolerancia, la corrupción política, los nacionalismos, los populismos, la automatización.
La trilogía se cierra con la obra ¿Un Hombre Nuevo? (1990). Es una alegoría al encuentro en la codicia, representada en la conferencia de Yalta después de derrotar al aberrante régimen Nazi. En el lienzo representan los elementos que dieron nacimiento al llamado nuevo orden y la guerra fría entre las nuevas potencias después del conflicto.

### Embajador del arte y los valores universales en las Américas

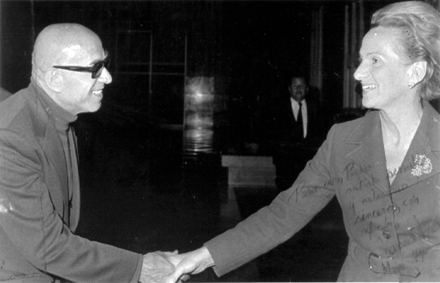
La primera dama de Costa Rica Karen Olsen y Pedro Gross en la inauguración de la exposición del Infierno del Mundo en el Banco Central de Panamá.

Una etapa de actividad itinerante en Colombia, Panamá, Costa Rica, El Salvador y Estados Unidos, con exposiciones de su obra y del infierno del Mundo en los principales museos y salones de Latinoamérica, actividad que alternó con la labor docente en bellas artes y artesanía para los niños y jóvenes desamparados o discapacitados.
Se casó en Colombia con Ana Suárez 1968 y tuvo dos hijos Jaime Gross en Bogotá, Colombia y Ana Helena Gross en San José de Costa Rica.
Durante el periplo por las Américas de 1957 a 1998, su obra suscitó intensas reacciones en contra y a favor, como la amistad con el gran estadista Costarricense Pepe Figueres y la primera dama Karen Olsen, también con los presidentes de Colombia Alberto Lleras Camargo y Carlos Lleras Restrepo. En Panamá en 1972 el general y presidente Omar Torrijos pujó por la compra del mural del infierno del mundo y la negativa del artista forzó a su salida del país.

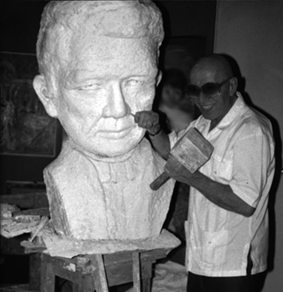
Pedro Gross y la escultura en homenaje al mártir Rutilio Grande. Monumento dinamitado por los escuadrones de la muerte

Fueron destacados también los atentados contra su vida en San Salvador 1977, por hacer el monumento póstumo al sacerdote Rutilio Grande, asesinado por los escuadrones de la muerte. Llamado cariñosamente “Padre Tilo”, fue impulsor de la lucha contra el odio y la violencia, fue fundador de tertulias de reflexión con los llamados “delegados de la palabra” con sacerdotes y campesinos en plena guerra civil salvadoreña.
De regreso en Colombia en los años ochenta también sufrió amenazas por incluir en el Infierno del Mundo los crímenes de Tacueyó por el Comando Ricardo Franco, por la entrevista en el programa de televisión Correo Cultural, en el que fue entrevistado por Gloria Valencia de Castaño y el programa Atando Cabos del capitán y presentador Adolfo Vale Berrío en el que en vivo y en directo, incorporó el último personaje y las últimas pinceladas de El infierno del Mundo.
En los últimos años de actividad artística en Estados Unidos, a los 92 años de edad se programaron grandes exposiciones en el World Trade Center de Miami, pero los fuertes episodios de depresión reactiva hicieron cancelar el evento. De regreso en Colombia para el tratamiento y reclusión, fallece de muerte natural a la edad de 94 años en Medellín, en 1998.